# 西紫水鸡
，是鹤形目秧鸡科的一种鸟类。

## 特征
西紫水鸡体重约773.88克，翼长约234.9毫米，嘴峰长约56.2毫米，喙宽度约9.4毫米，喙厚度约21.3毫米，跗蹠长约79.9毫米，尾长约85.5毫米。西紫水鸡在其分布区内为留鸟，其栖息在半开放的湖泊、沼泽等湿地环境中，食性为草食性，主要食物来源是水生植物。

## 分布
伊比利亚半岛和非洲西北部（摩洛哥至突尼斯）。